# Académie royale de l'agriculture et de la sylviculture de Suède
L'Académie royale de l'agriculture et de la sylviculture de Suède est une des académies royales de Suède.
Elle a depuis 1972 son siège à Drottninggatan 95, près du parc Observatorielunden, dans les anciens locaux de l'École royale polytechnique (KTH).

## Histoire
Kongl. Svenska Landtbruks-Academien, ou Académie Royale Suédoise d’Agriculture, a été fondée en 1811 et a commencé ses activités le 28 janvier 1813 sur initiative du prince héritier de l’époque, Karl Johan, qui deviendra plus tard le roi Charles XIV Jean de Suède. Son modèle d’inspiration était probablement l'Académie d'agriculture de France et il prit la tête de l’institution suédoise nouvellement inaugurée en tant que premier président de son histoire.
À cette époque, près de 85 % de la population suédoise vit des activités agricoles. Dès le début de son fonctionnement, l’Académie a joué un rôle central en tant qu’autorité administrative. Par la suite, au fur et à mesure du développement de différentes autorités propres à chaque secteur, les tâches de l’Académie se sont modifiées. De nombreuses institutions actuelles dans le milieu de l’agriculture trouvent leur origine dans l’Académie. Le département d’Agriculture, l’Office de l’Agriculture et le Conseil de la recherche Formas en sont quelques exemples. L’Académie a occupé pendant de nombreuses années la direction de la gestion économique et était par conséquent à la tête des activités de recherche, responsabilité qui fut reprise plus tard par Sveriges lantbruksuniversitet (SLU, Université d’Agriculture de Suède).
En 1956, les champs d’investigation de l’Académie furent étendus aux activités forestières, et son nom changea donc pour Kungl. Skogs- och Lantbruksakademien (KSLA, Académie Royale Suédoise de l’Agriculture et de la Sylviculture). Au fil des ans, l’Académie a bénéficié de différentes donations. Ces fonds sont partagés entre des subventions à la recherche et des bourses. Chaque année, le 28 janvier, jour d’anniversaire  de l’Académie, des prix et récompenses sont remis à des entrepreneurs et porteurs de projet méritants dans les secteurs de l’agriculture et de la foresterie.